# RGD-Sequenz

H-Arg-Gly-Asp-NH_{2}

Die RGD-Sequenz ist eine Aminosäuresequenz aus den drei L-Aminosäuren Arginin, Glycin und Asparaginsäure, kurz Arg-Gly-Asp, oder im Einbuchstabencode RGD.
Die RGD-Sequenz kommt besonders in Proteinen der Extrazellulären Matrix (Bindegewebe) vor, beispielsweise in Fibronektin und Vitronektin. Zellen können mit Hilfe von bestimmten Zelloberflächen-Rezeptoren, den Integrinen, an die RGD-Sequenz binden. 
Die RGD-vermittelte Zelladhäsion dient zur mechanischen Verankerung von Zellen. Darüber hinaus werden verschiedene Zellantworten generiert, z. B. Ausbildung fokaler Adhäsionskomplexe, Polarisierung der Zelle, Überlebenssignale. Das Humane Cytomegalievirus besitzt eine RGD-Sequenz zur Zelladhäsion.
Implantate können zur besseren Integration in den Körper mit der RGD-Sequenz beschichtet werden. Nicht-immobilisierte RGD-Peptide und nichtpeptidische Analoga sollen die tumorinduzierte Neubildung von Blutgefäßen (Neoangiogenese) oder unerwünschte Blutgerinnung unterbinden.
Die RGD-Sequenz wird in den verschiedenen Matrixproteinen in unterschiedlicher Konformation präsentiert, welche zum Teil spezifisch von den Integrin-Subtypen erkannt wird. Auf diesem Prinzip basiert die Entwicklung von Integrin-Subtypen-spezifischen cyclischen RGD-Peptiden, wie beispielsweise Cilengitide. Neben der RGD-Sequenz sind andere Peptidsequenzen für die integrinvermittelte Zelladhäsion bekannt.